# Thomas Telford
Thomas Telford, född 9 augusti 1757 i Westerkirk i Eskdale, Dumfriesshire (i nuvarande Dumfries and Galloway), död 2 september 1834 i London, var en brittisk (skotsk) arkitekt och ingenjör. 
Telford var mycket framgångsrik och produktiv och hann under sin livstid konstruera och anlägga ett stort antal vägar, broar och kanaler i England, Skottland och Wales, men även i andra länder. I Sverige var hans bidrag avgörande för utformningen av Göta kanal. Många av Telfords verk är alltjämt i bruk, och då bör nämnas Caledonian Canal i Skottland, Menai Suspension Bridge, Conwy Bridge, Waterloo Bridge i Betws-y-Coed och Pontcysyllte kanalakvedukt vid Llangollen i Wales. Telford ligger begravd i Westminster Abbey i London.

## Biografi
Telford växte upp i fattigdom tillsammans med modern Janet Jackson sedan fadern John Telford avlidit kort efter hans födelse. Han gick från 14 års ålder i lära hos en stenhuggare. Han arbetade i Edinburgh innan han flyttade till London, där han började arbeta för arkitekterna Robert Adam och sir William Chambers. Den självlärde Telford fick sedan arbete i Portsmouths skeppsvarv där han lärde sig ytterligare projektering av byggprojekt. 

### Göta kanal
Till Sverige kom Telford på kunglig inbjudan 1806 för att tillsammans med sina ingenjörer leda och genomföra projekteringen av Göta kanal. Det var kanalens initiativtagare Baltzar von Platen som tillsammans med sin övermekanikus Samuel Bagge kommit i kontakt med den brittiske ingenjören och arkitekten. von Platen, som inte var utbildad ingenjör, fick sedermera genom en omfattande brevväxling med Telford stöd i det fortsatta kanalarbetet.
En relativt ny skildring av denna kommunikation återfinns i doktorsavhandlingen Baltzar von Platen, Thomas Telford och Göta kanal (1993).
Telford invaldes 1821 som utländsk ledamot nummer 228 av Kungliga Vetenskapsakademien.

## Utmärkelser
Asteroiden 6019 Telford är uppkallad efter honom.

## Bilder

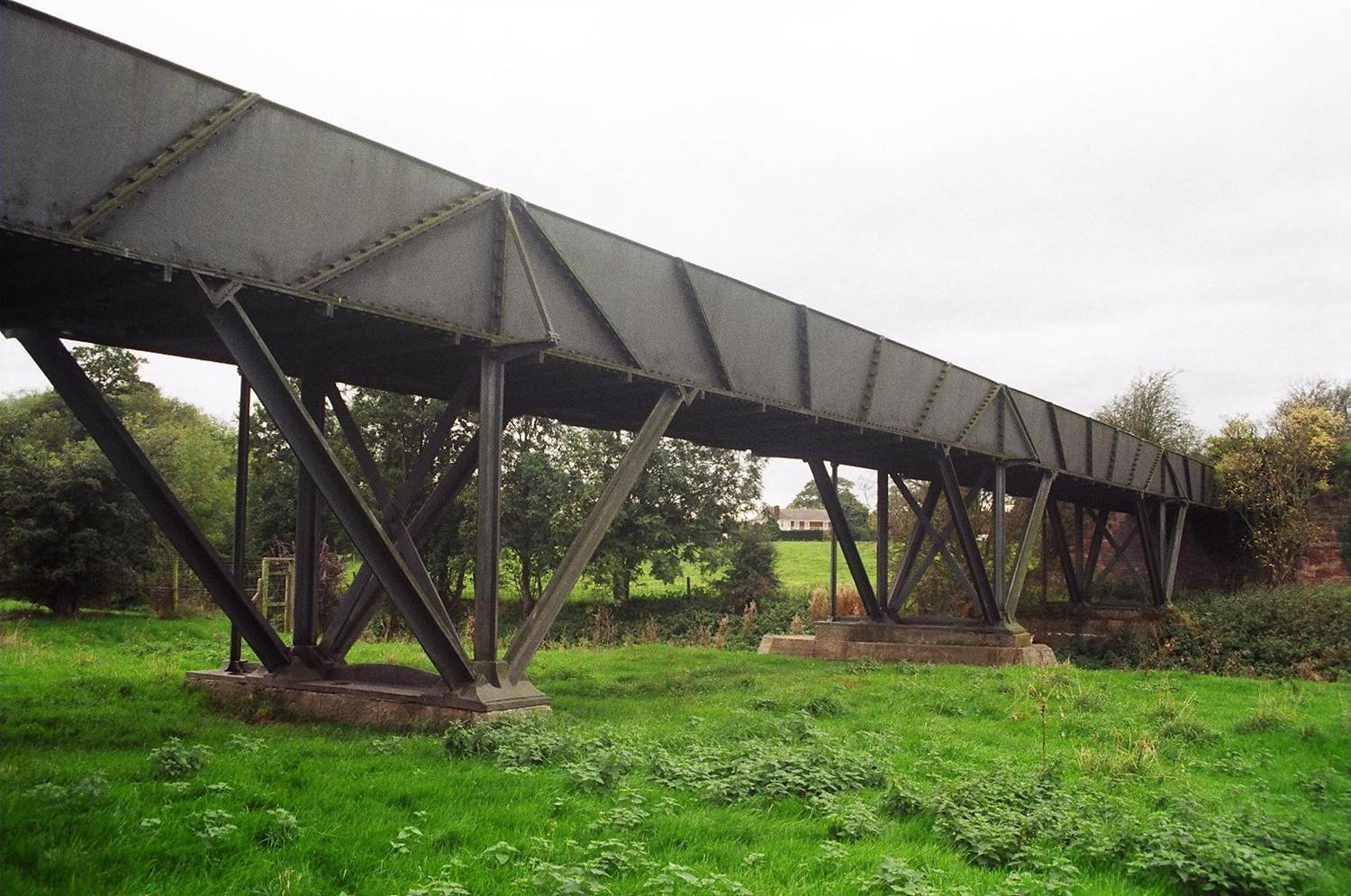
Longden on Tern-akvedukten
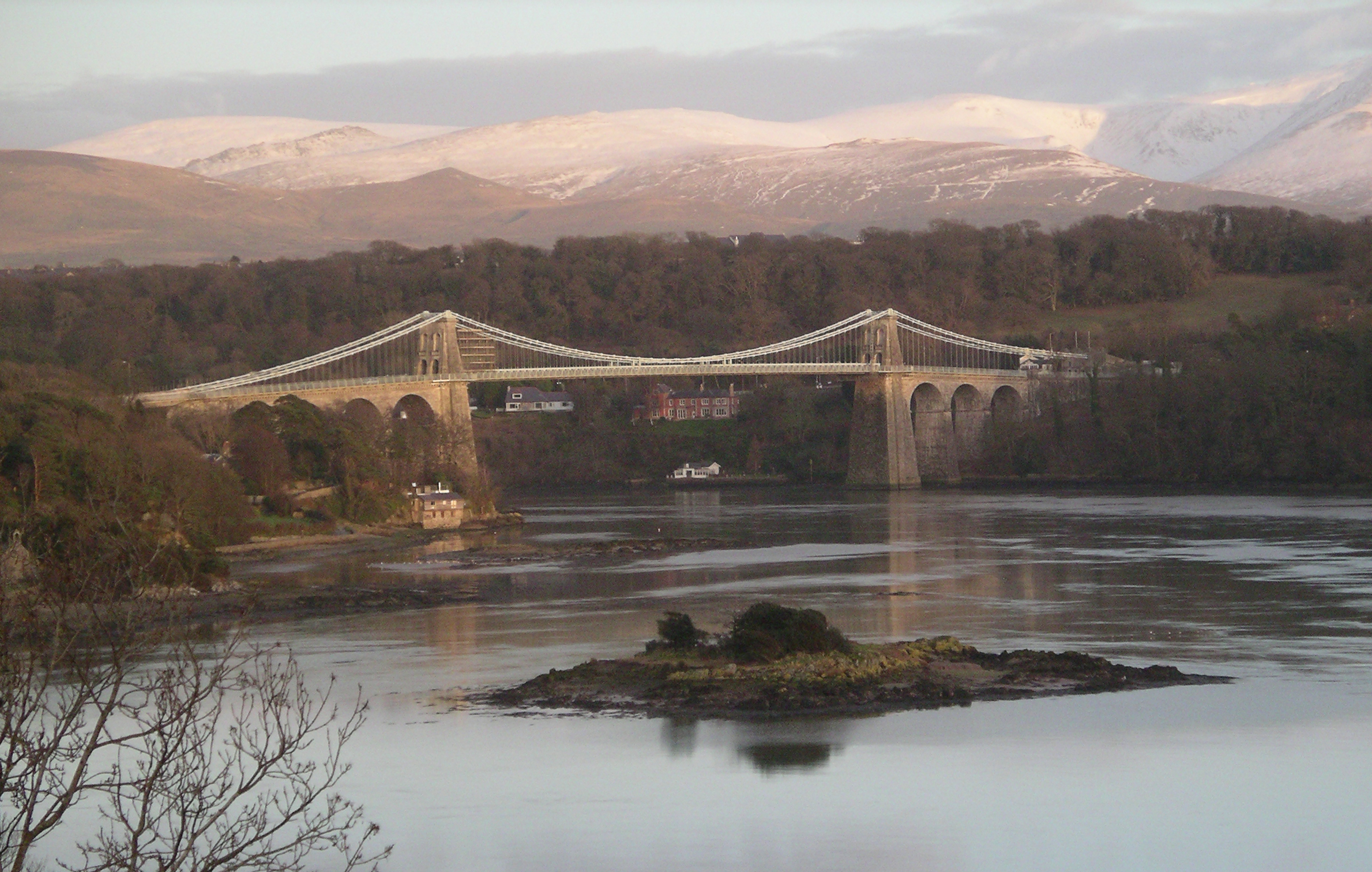
Menai Suspension Bridge
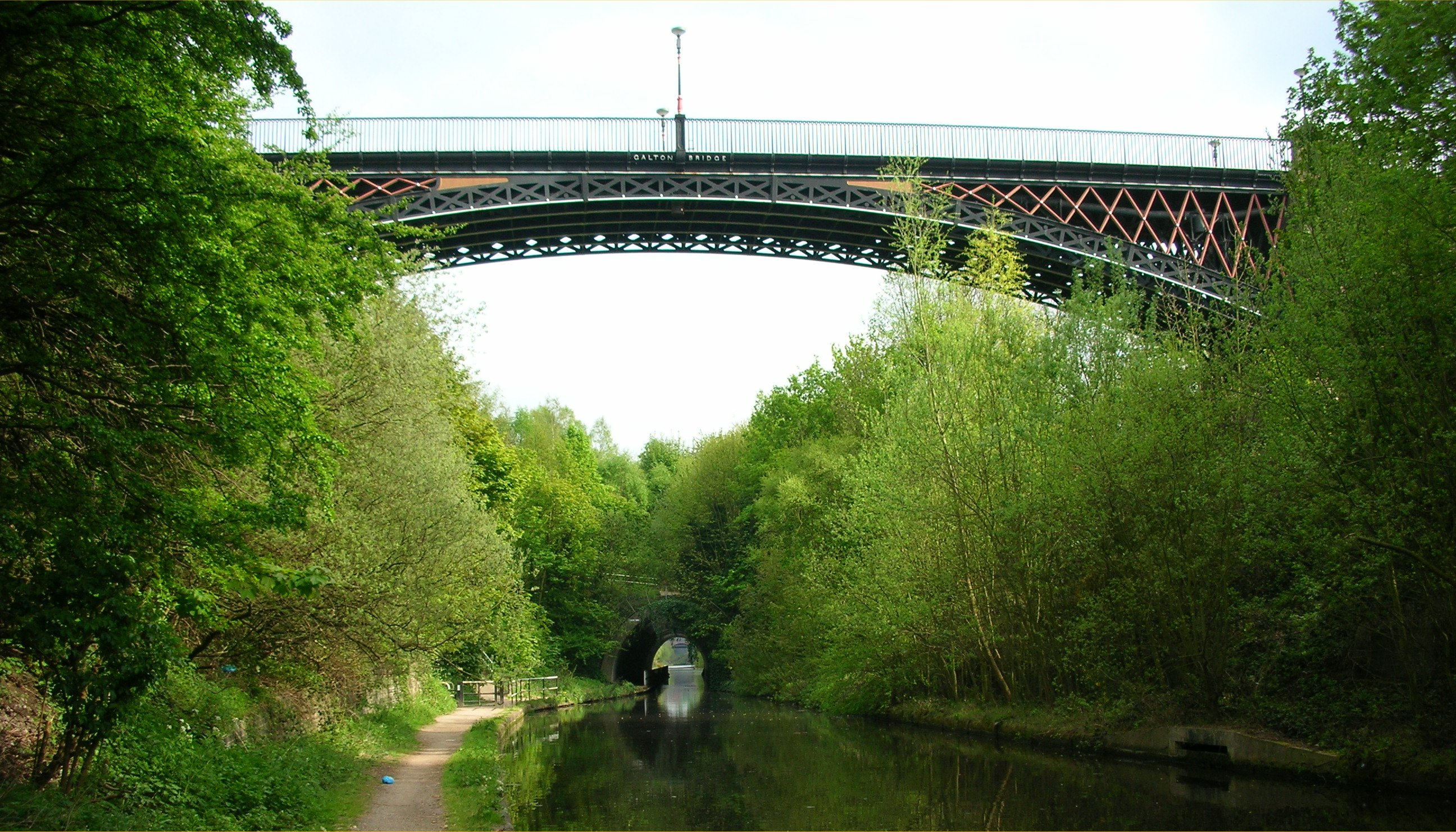
Galton Bridge
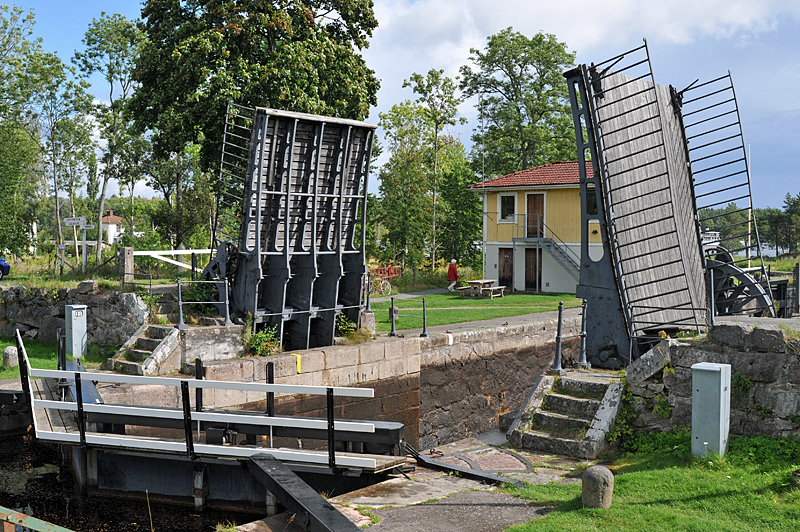
Gjutjärnsbron i Forsvik